# Bołondzie
Bołondzie (lit. Balandžiai) − wieś na Litwie, w rejonie solecznickim, 6 km na południe od Podborza, zamieszkana przez 87 ludzi. Przed II wojną światową w Polsce, w powiecie lidzkim województwa nowogródzkiego.